# كامبو لارغو
كامبو لارغو هي بلدية في البرازيل، تتبع بارانا، بلغ عدد سكانها 112٬377  نسمة، في 2010، تبلغ مساحتها 1٬249٫422 كيلومتر مربع.

## الموقع
تشترك في الحدود مع:
- Castro, Paraná [الإنجليزية]‏
- بونتا غروسا.